# Engelsk kokleare
Engelsk kokleare (Cochlearia anglica) er en 20-50 cm høj plante i korsblomst-familien. Arten er kendetegnet ved, at alle stængelblade er ustilkede med hjerteformet omfattende grund og ved at rosetbladene har kileformet grund samt ved at skulperne er sammentrykte, aflangt elliptiske og 8-15 mm lange.
I Danmark findes engelsk kokleare hist og her ved de indre kyster på våd leret bund, ofte ved udmundingen af vandløb. Den blomstrer i maj og juni.